# Franz Xaver Wolfgang Mozart
Franz Xaver Wolfgang Mozart (Viena, 26 de julho de 1791 – Karlsbad, 29 de julho de 1844) também conhecido como Wolfgang Amadeus Mozart, Jr., era o filho mais novo de seis filhos de Wolfgang Amadeus Mozart e sua esposa Constanze. Ele era o mais novo dos dois filhos sobreviventes de seus pais. Ele foi um compositor, pianista, maestro e professor do final do período clássico, cujo estilo musical era do início do Romantismo, fortemente influenciado pelo estilo maduro de seu pai.

## Biografia
Franz Xaver Wolfgang Mozart nasceu em Viena, cinco meses antes da morte de seu pai. Embora tenha sido batizado de Franz Xaver Mozart, sempre foi chamado de Wolfgang pela família. Ele recebeu excelente instrução musical de Antonio Salieri e Johann Nepomuk Hummel, e estudou composição com Johann Georg Albrechtsberger e Sigismund von Neukomm. Ele aprendeu a tocar piano e violino. Como seu pai, ele começou a compor muito cedo. "Em abril de 1805, Wolfgang Mozart, de treze anos, fez sua estreia em Viena, em um concerto no Theater an der Wien".

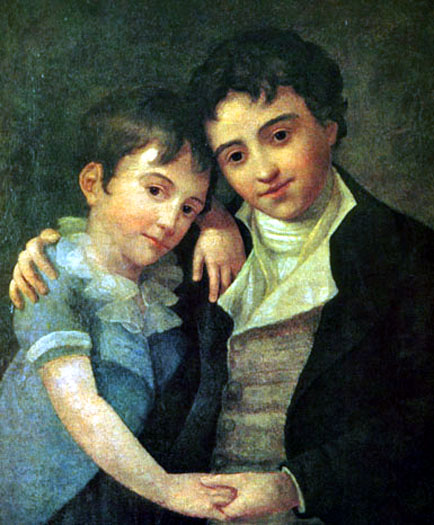
The two surviving sons of Wolfgang Amadeus and Constanze Mozart: Franz Xaver Wolfgang Mozart (left) and Karl Thomas (right); painting by Hans Hansen, Vienna, 1800

Wolfgang tornou-se músico profissional e teve um sucesso moderado como professor e intérprete. Ao contrário de seu pai, ele era introvertido e dado à autodepreciação. Ele constantemente subestimava seu talento e temia que tudo o que ele produzisse seria comparado com o que seu pai havia feito.
Precisando de dinheiro, em 1808 viajou para Lemberg (atual Lviv), onde deu aulas de música às filhas do conde polonês Wiktor Baworowski. Embora o salário fosse bom, Franz se sentia sozinho na cidade de Pidkamin, perto de Rohatyn, então em 1809 ele aceitou uma oferta de outro aristocrata polonês, o camareiro imperial, o conde von Janiszewski, para ensinar música para suas filhas na cidade de Burshtyn. Além de dar aulas, deu concertos locais, tocando peças próprias e de seu pai. Estes concertos o apresentaram às pessoas importantes da Galicia.
Após dois anos em Burshtyn, mudou-se para Lemberg (Lwów) em 1813, onde passou 25 anos ensinando (com alunos como Julie von Webenau, nascida Baroni-Cavalcabò) e dando concertos. Entre 1826 e 1829 dirigiu o coro de Santa Cecília composto por 400 cantores amadores. Em 1826, ele regeu o Réquiem de seu pai durante um concerto na catedral católica greco-ucraniana de São Jorge. Deste coro ele criou a irmandade musical de Santa Cecília e, assim, a primeira escola de música em Lemberg. Ele não desistiu de se apresentar e nos anos de 1819 a 1821 viajou por toda a Europa. Em 1819 deu concertos em Varsóvia, Elbing and Danzig (Gdańsk).
Na década de 1820, Mozart foi um dos 50 compositores a escrever uma variação sobre um tema de Anton Diabelli para a parte II do Vaterländischer Künstlerverein. A Parte I foi dedicada às 33 variações fornecidas por Beethoven, que ganharam uma identidade independente como suas Variações Diabelli, op. 120.
Em 1838, Mozart partiu para Viena e depois para Salzburgo, onde foi nomeado Kapellmeister of the do Mozarteum. A partir de 1841 ele ensinou o pianista Ernst Pauer. Mozart morreu de câncer no estômago em 29 de julho de 1844 na cidade de Karlsbad (hoje Karlovy Vary), onde foi enterrado.
Ele nunca se casou nem teve filhos. Seu testamento foi executado por Josephine de Baroni-Cavalcabò (1788-1860), uma patrona de longa data a quem dedicou sua sonata para violoncelo. A sombra de seu pai pairava sobre ele, mesmo na morte. O seguinte epitáfio foi gravado em sua lápide: "Que o nome de seu pai seja seu epitáfio, pois sua veneração por ele era a essência de sua vida".

## Trabalhos por gênero
Franz Xaver Wolfgang teve uma produção relativamente pequena (seus números de opus só vão até 30) e depois de 1820 ele parece ter desistido de compor quase inteiramente; em particular, há um intervalo de 11 anos (1828 a 1839) em que ele parece não ter escrito nada. No entanto, gravações de sua música podem ser encontradas hoje. Ele escreveu principalmente música de câmara e música para piano, sendo suas maiores composições os dois concertos para piano.
Obras de orquestra
- Sinfonia
- Abertura em Ré maior

Concertante
- Concerto para piano nº 1 em dó maior, op. 14 (1808, publicado em 1811)
- Concerto para piano nº 2 em mi bemol maior, op. 25 (1818)

Os dois concertos para piano diferem um pouco. O primeiro concerto poderia passar por uma das últimas obras de seu pai (K. 550 e acima), exceto por uma exuberância juvenil e a tessitura de piano que foi ampliada em 1795, logo após a morte de Mozart pai. O segundo concerto é mais contemporâneo da década de 1810, com uma parte de piano mais virtuosística, mostrando indícios de que o jovem Mozart estava desenvolvendo seu próprio estilo.
Obras de câmara
- Quarteto para piano em sol menor, op. 1 (publicado em 1802)[3]
- Sonata para violino e piano em si bemol maior, op. 7
- 6 peças para flauta e 2 chifres, op. 11
- Sonata para violino e piano em Fá maior, op. 15
- Sonata para violoncelo ou violino e piano em mi maior, op. 19 (publicado em 1820)[3]
- Rondo em mi menor para flauta e piano

Trabalhos de piano
- Variações sobre o minueto de Don Giovanni, op. 2
- Sonata para piano em sol maior, op. 10
- Six Polonaises mélancoliques para piano, op. 17
- Quatre Polonaises mélancoliques para piano, op. 22
- Cinco Variações sobre um romance de Méhul 's Joseph, op. 23 (pub. 1820) (até 1994 erroneamente atribuído ao jovem Liszt, S147a)
- Duas polonesas para piano, op. 24
- Valsa de Diabelli - V28 (na década de 1820, Franz Xaver Wolfgang Mozart foi um dos 50 compositores a escrever uma variação sobre um tema de Anton Diabelli para a parte II do Vaterländischer Künstlerverein )

Obras de coral e vocal
- Cantata pelo Aniversário de Joseph Haydn, perdida (1805)
- Der erste Frühlingstag (A Primeira Primavera), cantata para solo, coro e orquestra, op. 28
- "Festchor" para a inauguração do monumento a Mozart em Salzburgo, op. 30 (1840)
- Músicas com acompanhamento de piano
  - 8 canções alemãs, op. 5
  - 6 canções, op. 9
  - 6 canções, op. 21
  - 3 Canções Alemãs, Op. 27
  - Entzückung
  - In der Väter Hallen ruhte
  - Ständchen
  - Erinnerung
  - An Emma ("Weit in nebelgraue Ferne")

## Obras por número opus
- Opus 1: Quarteto para Piano em Sol menor (1802 ad.)
- Opus 2: Variações em Fá maior em um minueto do Final Don Giovanni de WA Mozart (1805)
- Opus 3: Variações em Lá maior
- Opus 4: Rondeau em Fá maior
- Opus 5: 8 canções alemãs
  - Nº 1 - Die Einsamkeit
  - No. 2 - Das Klavier
  - No. 3 - Der Vergnügsame
  - Nº 4 - Aus den Griechischen
  - No. 5 - Todtengräberlied
  - Nº 6 - Mein Mädchen
  - No. 7 - Maylied
  - Nº 8 - Das Geheimniss
- Opus 6: Variações em Fá maior
- Opus 7: Sonata para Violino e Piano em Si bemol maior
- Opus 8: Variações em Sol menor
- Opus 9: 6 canções
  - Nº 1 - Das liebende Mädchen
  - Nº 2 - An spröde Schönen
  - No. 3 - Nein!
  - No. 4 - Der Schmetterling auf einem Vergissmeinnicht
  - Nº 5 - Klage an den Mond
  - No. 6 - Erntelied
- Opus 10: Sonata para piano em sol maior, FXWM VII: 8 (julho de 1807)
- Opus 11: 6 peças para flauta e dois chifres
- Opus 12: Romance: Song, In der Väter Hallen ruht (Os salões do pai descansaram)
- Opus 13: Aria buffa da ópera 'Der Schauspieldirektor' de WA Mozart
- Opus 14: Concerto para piano nº 1 em dó maior (1808 ad 1811).
- Opus 15: Sonata para violino e piano em Fá maior
- Opus 16: 7 Variações em Ré maior após Coriolano Giuseppe Niccolini (1813)
- Opus 17: 6 Melancholy Polonaises ( Six Polonaises mélancoliques ) (1811-14)
- Opus 18: 7 Variações em Ré menor em uma melodia russa (1809 ad 1820)
- Opus 19: Sonata para violoncelo (ou violino) e piano em mi maior (pub 1820 em Leipzig Peters.)
- Opus 21: 6 canções
  - Nº 1 - Aus dem Französischen des JJRousseau
  - No. 2 - Seufzer
  - No. 3 - Die Entzückung
  - No. 4 - Um Sie
  - No. 5 - An die Bäche
  - Nº 6 - Le Baiser
- Opus 22: 4 Melancholy Polonaises ( Quatre Polonaises mélancoliques ) (1815-18)
- Opus 23: Cinco Variações sobre um romance de Méhul 's Joseph (28 de outubro 1816, Publicado 1820-1824) Dedicado a Josephine Baroni-Cavalcabò. (Até 1994, a obra era atribuída ao jovem Liszt - cinco ou nove na época da publicação - e trazia o número de catálogo S147a)
- Opus 24: An Emma ("Weit in nebelgraue Ferne")
- Opus 25: Concerto para piano nº 2 em mi bemol maior (1818) Criação no Lemberg 17 de dezembro de 1818
- Opus 26: 2 Melancholy Polonaises (1824)
- Opus 27: 3 canções alemãs
  - No. 1 - An den Abendstern
  - No. 2 - Das Finden
  - No. 3 - Bertha's Lied in der Nacht
- Opus 28: Der erste Frühlingstag, cantata para solistas de coro e orquestra, Anjos de Deus proclamam a canção de Natal (arr. Extrait d'un duo de la cantate op. 28)
- Opus 29: canção de saudação da primavera
- Opus 30: Festchor para a inauguração do monumento Mozart de Salzburgo (1840)

Sem opus
- Rondo F maior (1802)
- Cantata para o 73º aniversário de Joseph Haydn (1805, perdida)
- Março em Sol maior para piano, FXWM VII: 9 (fevereiro de 1809)
- Ländler em Sol maior para piano, FXWM VII: 19 (setembro de 1810)
- Dança alemã em ré menor para piano, FXWM VII: 23 (1812)
- Dança alemã em sol menor para piano, FXWM VII: 24 (1812)
- Fantasia em Lá maior, para piano em uma canção russa "Tschem tebja ja ogortschila" e um Krakowiak, FXWM VII: 30 (1815)
- Andantino em lá maior para piano, FXWM VII: 41 (agosto de 1841)
- Sonata de movimento para flauta e piano em mi menor ("Rondo")
- Sinfonia
- Erinnerung
- Ständchen

## Atribuição incorreta de Liszt
As Cinco Variações de Franz Xaver Mozart sobre um romance de Joseph de Méhul, op. 23, foi publicado em 1820. Mas o trabalho foi até 1994 erroneamente atribuído ao jovem Liszt: o manuscrito de um copista da obra erroneamente observou que era "par le jeune Liszt" (pelo jovem Liszt). O trabalho foi publicado de boa fé pela Neue Liszt-Ausgabe em 1990 e catalogado como S147a de Liszt. O estudioso de Liszt, Leslie Howard, gravou a obra com boa fé semelhante em 1992 para sua série de gravações da música completa para piano solo de Liszt (para o disco intitulado The Young Liszt ).